# Nycterosea lapillata
Nycterosea lapillata är en fjärilsart som beskrevs av Achille Guenée 1858. Nycterosea lapillata ingår i släktet Nycterosea och familjen mätare. Inga underarter finns listade i Catalogue of Life.